# Viña del Mar Lawn Tennis Club
El Viña del Mar Lawn Tennis Club, también conocido como Club Inglés, es el club de tenis más antiguo de América del Sur. Sus dependencias se ubican al interior del Valparaíso Sporting, en la ciudad de Viña del Mar, Chile.

## Historia
Fue fundado como Club Inglés en el año 1864, en la ciudad de Valparaíso principalmente por inmigrantes ingleses y por algunos de otras nacionalidades. En sus inicios albergó a las principales familias británicas del puerto, como los Hardy, los Sutherland, los Munich, los Mathei y los Raby, de las cuales surgieron los primeros tenistas del club.
Desde su fundación, el club estuvo ubicado en el cerro Playa Ancha, sin embargo, con el éxodo masivo de porteños a Viña del Mar, el club se trasladó a la ciudad jardín. En 1881, año en que cambió su denominación por Viña del Mar Lawn Tennis Club, sus dependencias funcionaban en el Gran Hotel de Viña del Mar, en donde en 1898 se construyó otra cancha.
Con el mayor interés y la creciente demanda en la práctica del deporte, se hizo necesario buscar un lugar más amplio, que se encontró cuando el Valparaíso Sporting cedió un terreno al interior de sus instalaciones para construir las dependencias y las canchas del club. En 1910 se inauguraron dos courts y en 1914 dos canchas más.
En su larga historia destacan personajes, tales como Alfredo Stewart Jackson, quien participó en el primer Campeonato de Wimbledon en 1877, Anita Wallace de Prain, quien fue la primera campeona nacional de damas en 1916, Lionel Page, campeón del torneo abierto del Club en 1928, entre muchos otros.
En diciembre de 1991, un incendio destruyó la antigua sede de madera, en estilo neoclásico. Posteriormente se construyó en el mismo lugar, una moderna edificación que alberga un club house, gimnasio, camarines, las oficinas de la administración y la sala del directorio.

## Instalaciones
El club posee 10 canchas de arcilla, y un frontón de la misma superficie, las cuales permiten la práctica nocturna gracias a la iluminación con que cuentan las dos canchas principales.
Además, posee un gimnasio equipado con numerosas máquinas para realizar acondicionamiento físico, y con espacios para la realización de actividades complementarias. Cuenta también, con un sauna y camarines; y un Club House donde funciona un restaurant.

## Administración
El club es administrado por un directorio elegido para el periodo 2015-2017, el cual está conformado por: 
- Sergio Andrés Cabezas González (Presidente);
- Gonzalo Bustos Navarrete (Vicepresidente);
- Carlos López Riquelme (Tesorero);
- Paulo González Oyarzún (Secretario);
- Arturo Fernández Órdenes (director);
- Juan Carlos Flores González (director);
- Norberto Carmona Buccioni (director).